# Федоренко Костянтин Григорович
Костянтин Григорович Федоренко (18 березня 1919, село Нова Водолага, тепер Харківського району Харківської області — ?) — український радянський діяч, голова виконавчого комітету Харківської міської ради.

## Життєпис
З квітня 1941 по січень 1946 року — в Червоній армії. З жовтня 1941 по вересень 1945 року брав участь у бойових діях з Німеччиною та Японією, воював на Воронезькому, 1-му Українському, 1-му Білоруському, Забайкальському фронтах. Служив техніком військово-транспортного загону, помічником командира роти окремого мостобудівного батальйону, командиром відділення 44-го військово-дорожнього загону Військово-дорожніх управлінь 1 та 4. Мав поранення, був контужений. У 1943 році вступив до комсомолу. У січні 1946 демобілізований із армії.
У 1947—1948 роках — конструктор Харківського відділення «Промтранспроєкту».
У 1948 році закінчив Харківський автодорожній інститут. Член ВКП(б) з 1948 року.
У 1948—1953 роках — старший інженер Харківського відділення «Промтранспроєкту»; начальник мостобудівного району № 3 Міністерства шляхів сполучення СРСР.
З 1953 року — завідувач заочного відділення, старший викладач, декан заочного факультету Харківського автодорожнього інституту. У 1956—1959 роках — звільнений секретар партійної організації Харківського автодорожнього інституту.
У 1959 — лютому 1960 року — заступник голови виконавчого комітету Харківської міської ради депутатів трудящих.
У лютому 1960 — 4 липня 1961 року — голова виконавчого комітету Харківської міської ради депутатів трудящих. Звільнений з посади на його прохання, у зв'язку з погіршенням стану здоров'я.
Подальша доля невідома. На 1985 рік — персональний пенсіонер.

## Звання
- молодший сержант
- інженер-капітан

## Нагороди
- орден Вітчизняної війни ІІ ст. (6.11.1985)
- орден Червоної Зірки (9.02.1945)
- медаль «За перемогу над Німеччиною у Великій Вітчизняній війні 1941—1945 рр.» (1945)
- медаль «За перемогу над Японією» (1945)
- медалі